# Парчинский, Евгений Николаевич
Евге́ний Никола́евич Парчи́нский (15 февраля 1946, Серов, Свердловская область — 30 августа 2012) — машинист тепловоза локомотивного депо Егоршино Свердловской железной дороги, Герой Российской Федерации (1997).

## Биография
Родился в семье железнодорожника. Окончил школу № 56 в городе Артёмовский, затем — Алапаевский индустриальный техникум. С 1963 года работал на железной дороге — слесарем по ремонту подвижного состава в Серове. С 1969 г. — помощник машиниста, с 1973 г. — машинист тепловоза. В 1985 году получил вторую профессию — машинист электросекции.
6 октября 1996 года в 11:25 действующим помощником машиниста был приведён в движение маневровый тепловоз ТЭМ2-595; убедившись, что ТЭМ2-595 набирает ход, злоумышленник спрыгнул. Взрезав стрелку № 7, неуправляемый ТЭМ2-595 вышел на первый путь станции Предтурье Егоршинского отделения Свердловской железной дороги, проследовал перегон Предтурье — Усть-Берёзовка и продолжил движение навстречу тепловоза 2ТЭ116-349 с поездом №6680 управлением машиниста Евгения Парчинского и помощника машиниста Ю. В. Задворных. Дежурная по станции Усть-Берёзовка заметила тепловоз-беглец в 11:40, когда он уже выходил на однопутный перегон навстречу пригородному поезду, и сообщила об этом локомотивной бригаде 2ТЭ116-349
Понимая неотвратимость столкновения, бригада осознанно приняла решение идти навстречу неуправляемому ТЭМ2-595,
За мужество и героизм, проявленные в экстремальной ситуации по предотвращению крушения пассажирского поезда, Указом Президента Российской Федерации № 325 от 9 апреля 1997 года машинисту тепловоза локомотивного депо Егоршино Свердловской железной дороги Парчинскому Евгению Николаевичу присвоено звание Героя Российской Федерации с вручением медали «Золотая Звезда» (№ 393); Ю. В. Задворных награждён орденом Мужества.
C 2001 года на пенсии, жил в Екатеринбурге. Женат, двое детей.
Скончался 30 августа 2012 года, похоронен на Михайловском кладбище Алапаевска.
В декабре 2022 года, тепловозу ТЭП70-0523 (локомотвное депо Егоршино), присвоено имя "Парчинский Евгений Николаевич"

## Семья
Был женат, имел сына и дочь.
- Жена — Лилия Парчинская

## Награды
- Почётный железнодорожник (1996)
- Медаль «Золотая Звезда» Героя Российской Федерации (1997)
- Почётный гражданин г. Алапаевска (2009)[3]